# Opera Soft
Opera Soft fue una de las más importantes empresas de videojuegos de la edad de oro del soft español.

## Historia
Opera nace en 1986, y sus socios fundadores fueron el propio equipo de desarrollo de Indescomp: Pedro Ruiz, como director, Paco Suárez, investigación y desarrollo, José Ramón Fernández Maqueira, dirección administrativa y comercial, Carlos Alberto Díaz de Castro, Jefe del equipo de grafistas y José Antonio Morales Ortega, jefe del equipo de desarrollo de videojuegos. Tenían todo preparado, una oferta de oficina a buen precio en Lavapiés, pero no acababan de dar con un nombre comercial. En eso les llega una oferta mejor en la zona de Opera, y de ahí nace el nombre de Opera Soft. Su primera sede es en la Plaza Santa Catalina de los Donados 3, 4 derecha en Madrid como puede apreciarse en la carátula de Cosa Nostra. Era una antigua academia de baile con suelo de madera y balcones a la calle. Posteriormente se instalaron en un chalet en la calle Gustavo Fernández Balbuena 25 del barrio de Chamartín en Madrid y allí continuaron hasta su desaparición en 1992.
Philips Ibérica había contactado con Indescomp, que estaba convirtiéndose en Amstrad España, para que desarrollaran una Interfaz gráfica de usuario para sus MSX2. El equipo no estaba muy contento con el rumbo que estaban tomando las ventas de soft y llegaron a un acuerdo. Philips les facilita un Philips Microprocessor Development System (el mismo equipo que tenían en Indescomp: un por entonces superordenador basado en Motorola 68000 que permitía emular las máquinas del mercado y cuyo precio rondaba los 7 millones de pesetas) y ellos realizan el entorno y le facilitan gratuitamente las versiones MSX de sus juegos. Cierran el acuerdo y se lanzan a la aventura, siendo muy jóvenes, de crear su propia compañía de videojuegos y hacer las cosas a su manera.
El primer título con el que Opera Soft comenzó su andadura como desarrolladora de videojuegos fue Livingstone Supongo. Al contrario de lo que solía pasar con otras empresas, Opera sí obtuvo éxito en su estreno. Su título más importante fue probablemente La abadía del crimen.
Además de desarrollar videojuegos hizo incursiones en el software vertical. Philips Ibérica les encarga una interfaz gráfica de usuario que pueda competir con el Hibrid de Sony (que se encuentra principalmente en sus Sony HB-F500 y Sony HB-F700 en España) y en 1989 se incluye con el Philips NMS 8250 el EGOS, junto con el paquete ofimático en español Ease de serie (procesador de textos, base de datos, hoja de cálculo, editor gráfico, agenda y calculadora). Además realizaron un programa de contabilidad para el Banco Exterior de España.
Hacia el final de su vida comercial, Opera Soft se había disgregado en dos sellos, Opera Plus y Opera Sport, estando este último sello especializado en lanzamientos deportivos.
Como otras muchas empresas españolas, no se adaptó al cambio generacional y acabó desapareciendo a principios de los 90 con la aparición y expansión de videojuegos de 16 bits. Algunos de sus miembros (como José Vicente Pons o Eduardo Beiber) formaron la desarrolladora COMIX. Más tarde José Vicente Pons se hizo cargo de Exelweiss, la cual hizo juegos como Goody Returns y Livingstone, Lost Again, continuadores de dos clásicos de Opera Soft.

## Títulos publicados
En sus primeros juegos destacaba su excesiva dificultad, responsabilidad de Abel Ruiz. Aunque las partidas "demo" que se mostraban en dichos juegos eran grabaciones de partidas del propio Abel a la que se le guardaban las pulsaciones
Opera publicaba versiones para Amstrad CPC, Sinclair ZX Spectrum y MSX/MSX2 con facilidad pasmosa debido a que Paco Suárez había diseñado una arquitectura de software muy encapsulada, con un engine de gráficos, otro de música, etc. que aprovechaba al máximo los recursos de cada máquina. La primera herramienta desarrollada era un sistema gráfico denominado Graf que permitía que los grafistas hicieran una única versión gráfica de los juegos que luego se exportaba a las distintas plataformas con ligeras correcciones. El desarrollo inicial se hacía para Amstrad CPC y luego se generaban las otras versiones. El Philips Microprocessor Development System era una ayuda impagable, pues permitía depurar el código como ahora, poniendo un breakpoint y siguiendo con el depurador desde un teclado de lo mejorcito y hasta 5 personas trabajando simultáneamente (4 en terminales serial y uno en el ordenador central). Terminaban el desarrollo inicial y desde el disco duro de 20 Megabytes se volcaba a la placa host de cada sistema. Otras casas mayoritariamente tenían que programar en cada máquina con un teclado diferente y jugando a ensayo y error para detectar el punto del cuelgue (con la lentitud en el volver a cargar desde cinta). A este sistema se añadió el PC en su momento. Al ser el ensamblador diferente pero con una base común (ambos procesadores evolucionan del Intel 8080) diseñaron un programa de conversión que hacía el grueso del trabajo en el paso a PC. Se hicieron algunas versiones para Commodore 64, pero era un ensamblador totalmente distinto y con un mercado más reducido.
Pero el punto diferenciador de Opera (aparte de la excelente calidad de sus juegos MSX) es ser la única casa nacional que desarrolla para el Amstrad PCW, un ordenador orientado al mercado ofimático para el que muy pocos desarrollaban juegos. Mediante ingeniería inversa fueron dando con las rutinas para escribir en pantalla, hicieron una guía hardware, le desarrollaron su motor gráfico y lo incorporaron a la cadena de versionado. Se vendían como churros(rememora Ruiz) porque no había competencia. Lo más complicado era la parte gráfica, pero en una semana estaba la versión hecha.
- Cosa Nostra (1986)
- Livingstone supongo (1986 - José Antonio Morales Ortega / Carlos A. Díaz de Castro)
- The Last Mission (1987), que alcanzó fama en Rusia[13]
- La abadía del crimen (1988 - Paco Menéndez / Juan Delcán)
- Goody (1988 - Gonzo Suárez / Carlos A. Díaz de Castro)
- Sol negro (1988 - Gonzo Suárez / Carlos A. Díaz de Castro / Juan Giménez López)
- Mutan Zone (1989)
- Solo (1989)
- Trigger (1989)
- Corsarios (1989)
- Gonzzalezz (1989)
- Guillermo Tell (1989)
- Ulises (1989)
- Mot (1989 - Gonzo Suárez / Carlos A. Díaz de Castro / Alfonso Azpiri)
- Livingstone supongo II (1989 - José Antonio Morales Ortega y José Ramón Fernández Maquieira / Carlos A. Díaz de Castro)
- Mithos (1990)
- Mundial de fútbol (1990)
- Golden Basket (1990 - Eduardo Bellver Castaño y José Vicente Pons Alonso / Queral y J. Alberto Ochoa Fernández)
- Ángel Nieto Pole 500 (1990)
- Poli Díaz, también conocido como Boxing Simulation (1990 - Juan Carlos García, Kostandin Igor Ruiz, J. Alberto Ochoa Fernández, Miguel Kruskritz)
- Soviet (1990)
- Rescate en el golfo (1990)
- Sirwood (1990)
- La Pulga 2 (1991)
- Jai Alai (1991)
- Olympic Games '92 (1992)
- La colmena (1992)

Recopilatorios:
- Opera Storys.1 (1989)
- 5 Éxitos de Opera Soft (1990)
- Summer Pack (1990)
- Opera Super Sports (1992)